# Strongylopus grayii
Strongylopus grayii é uma espécie de anfíbio da família Pyxicephalidae.
Pode ser encontrada nos seguintes países: Lesoto, Santa Helena (território), África do Sul, Essuatíni, e possivelmente Botswana e Namíbia.
Os seus habitats naturais são: florestas temperadas, savanas áridas, savanas húmidas, matagal de clima temperado, matagais mediterrânicos, campos de gramíneas de clima temperado, campos de gramíneas subtropicais ou tropicais secos de baixa altitude, campos de gramíneas de baixa altitude subtropicais ou tropicais sazonalmente húmidos ou inundados, pântanos, marismas de água doce, marismas intermitentes de água doce, lagoas costeiras de água doce, terras aráveis, pastagens, plantações , jardins rurais, áreas urbanas, áreas de armazenamento de água, lagoas, lagoas para aquicultura e canals e valas.